# Forschungsdatenmanagement
Forschungsdatenmanagement (FDM) bezeichnet die Menge aller methodischen, konzeptionellen, organisatorischen und technischen Maßnahmen und Verfahren zur Handhabung von Forschungsdaten über deren Lebenszyklus. Die Maßnahmen und Verfahren können sich je nach Forschungsgebiet und Zweck, für welchen die Forschungsdaten genutzt werden sollen, stark unterscheiden und umfassen daher ein großes Spektrum von Methoden und Themen. Zum Forschungsdatenmanagement gehören zudem Festlegungen, was mit den Daten nach Abschluss eines Forschungsprojekts geschehen soll; z. B. wo und wie die Daten archiviert werden und wer auf die archivierten Daten Zugriff erhält.
Forschungsdaten entstehen im Zuge wissenschaftlicher Arbeiten. Sie unterliegen einem Lebenszyklus, der von der Planung eines Forschungsvorhabens, über Erhebung, Auswertung und Speicherung bis hin zur nachhaltigen Archivierung der Daten reicht. Forschungsdaten können von Fachgebiet zu Fachgebiet sehr unterschiedlich sein. Dies kann gegebenenfalls Fachgebiet-spezifische oder sogar Daten-spezifische Lösungen zum Management der Daten erfordern.
Das Forschungsdatenmanagement ist meist in eine Forschungsdateninfrastruktur eingebettet, die wissenschaftliche Datenbestände in standardisierter Form erschließt, vernetzt und nachhaltig nutzbar macht bzw. Dienste für diese Zwecke anbietet.

## Bedeutung
Digitale Forschungsdaten bilden ein wesentliches Fundament wissenschaftlicher Arbeiten. Moderne Forschungseinrichtungen benötigen daher effiziente, leistungsfähige Konzepte zum Management ihrer Daten, die systematische Handhabung der Forschungsdaten mit standardisierten Verfahren ermöglichen.
Weitere Gründe für systematisches Forschungsdatenmanagement sind Sicherung der Überprüfbarkeit von Forschungsdaten (gute wissenschaftlicher Praxis), Erhaltung der Zitierfähigkeit und Sicherstellung der Nachnutzbarkeit der Daten für nachfolgende Forschungsvorhaben.
Die Hochschulrektorenkonferenz hat 2014 eine Empfehlung „Management von Forschungsdaten – eine zentrale strategische Herausforderung für Hochschulleitungen“ verabschiedet, die die Bedeutung des Forschungsdatenmanagements vor dem Hintergrund exponentiell steigender Menge und zunehmender Komplexität der Forschungsdaten hervorhebt und Empfehlungen zum effizienten Management der Daten gibt.
Auch andere Institutionen wie beispielsweise die Deutsche Forschungsgemeinschaft (DFG) oder der Rat für Sozial- und Wirtschaftsdaten geben Empfehlungen zum Umgang mit Forschungsdaten. Die sich wandelnde Bedeutung von Forschungsdatenmanagement spiegelt sich in Änderung der Förderrichtlinien der DFG. Seit 2022 sind Ausführungen zum Umgang mit Forschungsdaten in Anträgen an die DFG verpflichtend.

## Aufgaben im Forschungsdatenmanagement
Diesem Thema kann man sich auf unterschiedliche Arten nähern. Am häufigsten kommen Lebenszyklus-Modelle zum Einsatz, welche die zu bewältigenden Aufgaben den einzelnen Lebenszyklus-Phasen der Forschungsdaten zuordnen. Der Lebenszyklus-Ansatz wird daher im Folgenden beispielhaft beschrieben.

### Lebenszyklus-abhängige Aufgaben
Der Lebenszyklus von Forschungsdaten lässt sich in verschiedene Phasen untergliedern, die jeweils von unterschiedlichen Ablaufprozessen begleitet sind und unterschiedliche Anforderungen an das Forschungsdatenmanagement stellen.
- Planung: Gute Planung des Datenmanagements eines Forschungsprojekts sorgt dafür, dass die Daten strukturiert erfasst und verarbeitet werden können. Häufig kommt hier ein Datenmanagementplan (DMP) zum Einsatz.[2]
- Datenerhebung: Erhebung bzw. Erfassung der Daten und Ergänzung von Metadaten erfolgt Fachgebiet-spezifisch sehr unterschiedlich. In einem naturwissenschaftlichen Labor können dies Messwerte sein, die von einem computergesteuerten Gerät elektronisch erfasst werden; in den Geisteswissenschaften können dies Texte oder Textanalysen sein.
- Dokumentation: Speicherung und Bereitstellung der Daten kann beispielsweise in Daten-Repositorien erfolgen. Kriterien für die Selektion der Daten für die Aufbewahrung und Zugriffsrechte müssen geklärt und Risiken eines Datenverlustes minimiert werden.
- Analyse: Aufbereitung und Auswertung der Daten bilden den Kern der wissenschaftlichen Tätigkeit.
- Veröffentlichung: Mit der Publikation werden die gewonnenen Forschungsergebnisse veröffentlicht und mit anderen geteilt.
- Archivierung: Langfristige Archivierung sichert die dauerhafte Verfügbarkeit und Nachvollziehbarkeit der Daten und ermöglicht deren Nachnutzung. Hierbei sind oft zusätzliche Checks und Datenanreicherungen notwendig.
- Nachnutzung: Spätere Nutzungsmöglichkeiten und Zugriffsrechte müssen geklärt werden. Bei öffentlich geförderten Forschungsprojekten sollen die Forschungsdaten häufig auch öffentlich verfügbar sein (Open Access). Forschungsergebnisse industriell finanzierter Projekte bleiben dagegen meist Eigentum der jeweiligen Firmen.

### Übergreifende Aufgaben
Zu den übergreifenden Aufgaben gehören Querschnittsthemen, die in jedem Abschnitt des Lebenszyklus wichtig sind. Hierzu gehören:
- Organisation: Wahl einer Organisation, die Verantwortung für die sichere Aufbewahrung der Forschungsdaten übernimmt und deren Verfügbarkeit langfristig sicherstellt.
- Finanzierung: Entwicklung eines Finanzierungskonzepts für die Datenaufbewahrung.
- Rechtliche Aspekte berücksichtigen Themen wie Urheberrecht, Datenschutz (z. B. Schutz personenbezogener Daten) und Lizenzierung.[9]
- Identifikatoren: Entwicklung eines durchdachten Konzepts zur Identifizierung von Forschungsdaten und Ergänzung von Metadaten. Dies verbessert die Wiederauffindbarkeit der Daten.

### FAIR-Prinzipien
Die FAIR-Prinzipien dienen als Leitlinien im Umgang mit Forschungsdaten:
- Findable: Die Daten sollen wieder auffindbar sein.
- Accessible: Die Daten sollen langfristig zugänglich sein.
- Interoperable: Die Daten sollen technisch nachnutzbar und mit anderen Datensätzen kombinierbar sein.
- Reusable: Die Daten sollen analytisch und intellektuell wieder verwendbar sein.

### CARE-Prinzipien
Die CARE Principles for Indigenous Data Governance dienen der Ergänzung der FAIR-Prinzipien im Umgang mit Daten von ⁣indigenen Völkern, um deren Rechte und Interessen zu bewahren:
- Collective Benefit
- Authority to Control
- Responsibility
- Ethics

## Technische Umsetzung
Elektronische Speicherung und Verwaltung der Forschungsdaten kann auf vielfältige Weise erfolgen. Forschungseinheiten verfügen über eigene EDV-Systeme oder kooperieren mit einem Datenzentrum bzw. einem Provider entsprechender Systeme. Meist kommen Daten-Repositorien und Archivsysteme zum Einsatz, die auf Datenbanken aufsetzen. Cloud-basierte Technologien bringen neuartige Möglichkeiten und kostengünstige Speicher- und Rechenkapazitäten hervor.
Naturwissenschaftliche Forschungslabore nutzen traditionell Laborjournale zur Dokumentation der durchgeführten Experimente, die heute meist in Form elektronischer Laborjournale betrieben werden.